# Leptodactylus discodactylus
La rana terrestre de Vanzolini (Leptodactylus discodactylus) es una especie  de anfibio anuro de la familia Leptodactylidae.
Se encuentra en la cuenca amazónica de Bolivia, Brasil, Colombia, Ecuador y Perú. Se encuentra amenazada por la pérdida de su hábitat natural en algunas zonas.